# Pași pe Lună
Pași pe Lună (titlu original: Footprints on the Moon: Apollo 11) este un film documentar din 1969 care urmărește zborul Apollo 11 de la lansarea vehiculului până la recuperarea acestuia din ocean. A fost regizat de Bill Gibson, produs de Barry Coe și este relatat de Wernher von Braun; de asemenea vocea lui Pierre Jalbert este utilizată ca voce suplimentară pentru Jules Verne. A fost editat de John F. Link Jr., care mai târziu a fost nominalizat pentru editarea filmului Die Hard din 1988. În mare parte, filmul reprezintă un montaj a unei varietăți de materiale NASA și știri, cu imagini statice utilizate atunci când nu au existat imagini video. Muzica filmului include Laguna Concerto a lui Philip Moody, o scurtă lucrare pentru pian și orchestră.
Deși Pași pe Lună are onoarea de a fi singurul documentar contemporan despre Apollo 11, filmul a fost aproape uitat (cu excepția unui spectacol ocazional la televizor) timp de zeci de ani, până când a fost lansat pe DVD la începutul anului 2010.